# Jeroglífic luvi

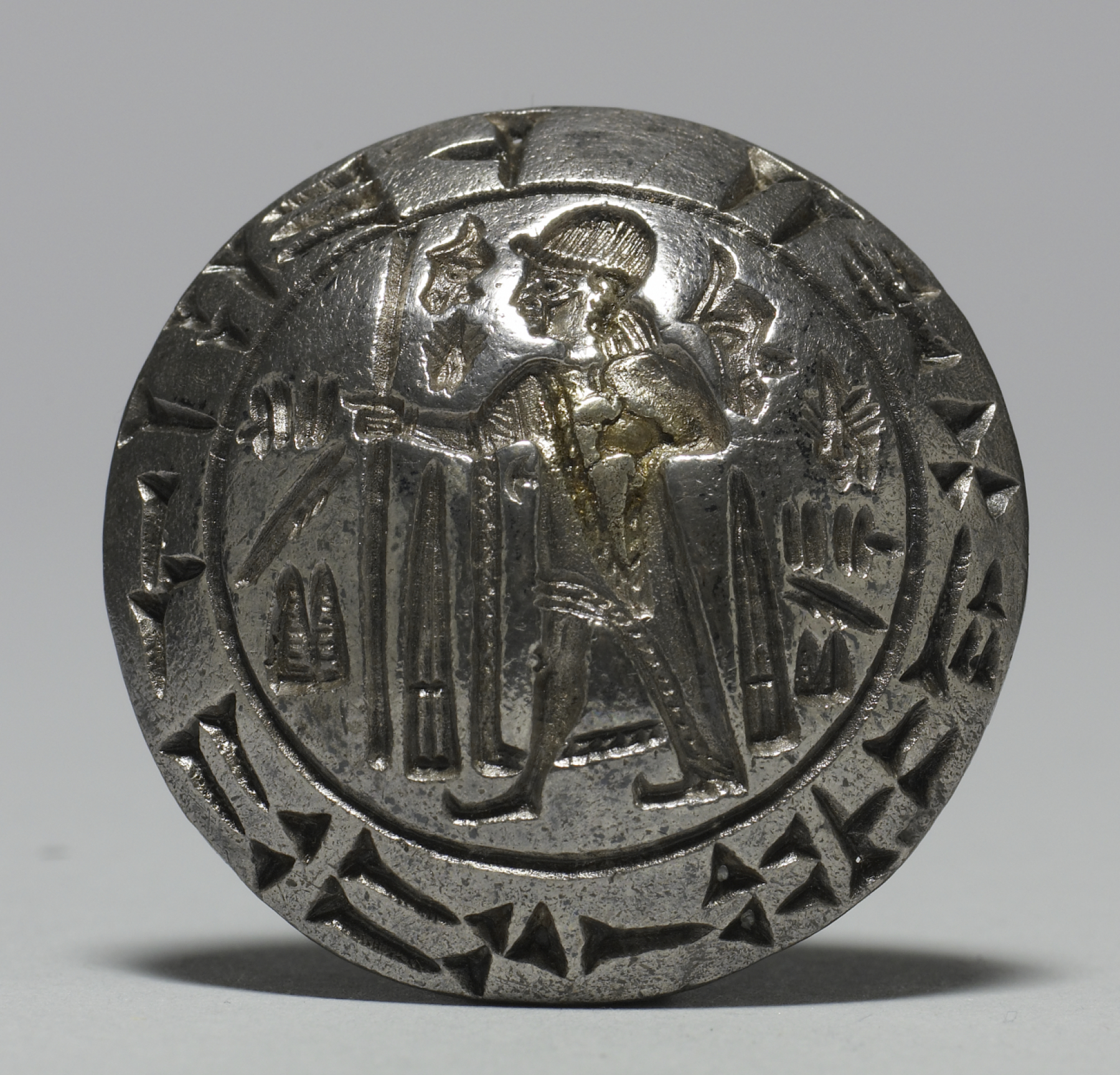
Segell amb jeroglífic luvi que envolta el governador hitita Tarkummuwa (també conegut com Tarcondemos). A l'exterior la mateixa inscripció en cuneïforme. Museu Walters

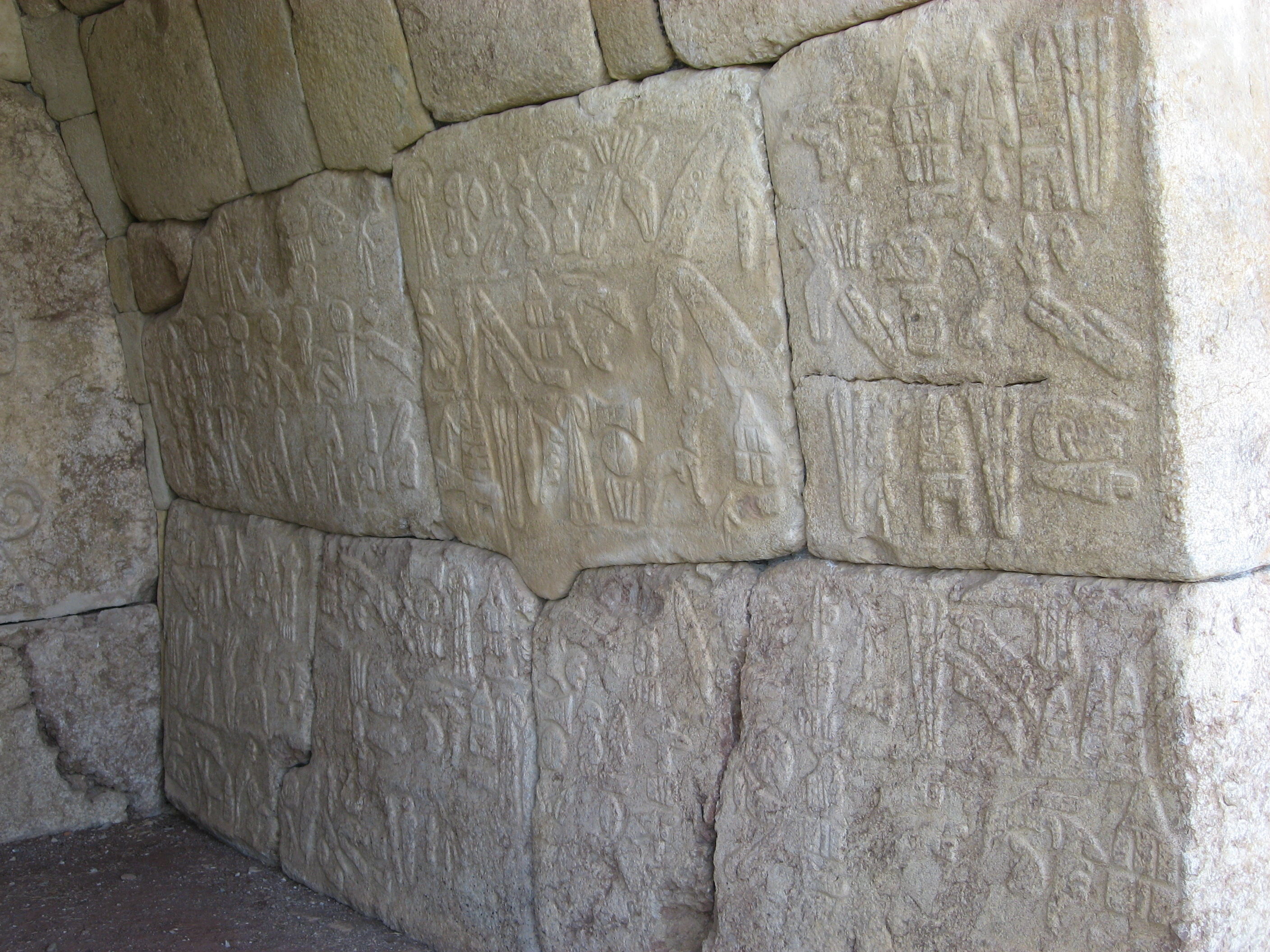
Relleus de jeroglífics luvis a Hattusa

El jeroglífic luvi és una variant de l'idioma luvi, que s'utilitzava gravat en segells oficials i reials i que s'ha trobat també en un petit nombre d'inscripcions monumentals. Està escrit en una forma jeroglífica dins dels jeroglífics d'Anatòlia.
El 1960, Emmanuel Laroche en presentà un desxiframent mateixos basant-se en lectures parcials proposades des de la dècada de 1930. Les correccions a la interpretació de certs signes, així com altres aclariments, els aportaren David Hawkins, Anna Morpurgo Davies i Günther Neumann al 1973, i s'hi referien com "les noves lectures".

## Inscripcions
Els primers jeroglífics apareixen als segells oficials i reials, i daten de principis del II mil·lenni ae, però no comencen a funcionar com un sistema ple d'escriptura fins al s. XIV ae. Les primeres inscripcions monumentals confirmades com luvis daten de l'edat del bronze final, entre els s. XIV ae i XIII ae I després d'uns dos segles en què són difícils de trobar tornen a aparéixer en l'edat del ferro, entre els s. X ae i VIII ae. A principis del s. VII ae, l'escriptura jeroglífica luvi, que en aquells dies tenia més de 700 anys, cau en oblit.
Les majors inscripcions en pedra de jeroglífics luvis provenen de ciutadelles síries del I mil·lenni ae. Per a desxifrar-les fou clau, entre d'altres, l'existència del segell de Tarkummuwa (també conegut com a Tarcondemos), reietó de Mera, que es trobà a Esmirna al voltant de 1850. Es caracteritzava per tenir dos tipus d'escriptures, una de cuneïforme i una altra jeroglífica, la qual cosa facilità les primeres pistes de desxiframent.

## Escriptura
L'estil monumental, més elaborat, es distingeix de l'escriptura més abstracta en forma cursiva o lineal. En general, les inscripcions en relleu prefereixen formes monumentals i les incises la forma lineal, encara que els estils són, en principi, intercanviables. Els texts composts de diverses línies s'escriuen normalment en estil bustrofedon. Dins d'una línia, els signes s'escriuen normalment en columnes verticals, però com en els jeroglífics egipcis, les consideracions estètiques tenen prioritat sobre l'ordre de lectura correcte.
L'escriptura conté 500 signes únics, alguns amb diversos valors. Un signe pot funcionar com un logograma, un determinant, un sil·labari, o una combinació d'aquests. Els signes estan numerats d'acord amb la llista de signes de Laroche, amb un prefix de "L." o ''*''. Els logogrames es transcriuen en llatí en majúscules. Per exemple, 90, una imatge d'un peu, es transcriu com a PES quan s'utilitza logogràficament, i amb el seu valor fonètic ti quan s'usa com sil·labari. En els rars casos en què el logograma no pot ser transcrit al llatí, es fa amb el seu equivalent aproximat hitita, gravat en majúscula itàlica, per exemple 216 ARHA. La llista de signes més actualitzada és la de Marazzi (1998).
Hawkins, Morpurgo-Davies i Neumann han corregit alguns errors anteriors en els valors dels signes, en particular, la lectura dels símbols 376 i 377 de i, ī a zi, za.
Llista de CV sil·labaris del tipus CV:
|    | -a                     | -i       | -o       |
| -  | 450, 19                | 209      | 105      |
| h- | 215, 196               | 413      | 307      |
| k- | 434                    | 446      | 423      |
| l- | 176                    | 278      | 445      |
| m- | 110                    | 391      | 107      |
| n- | 35                     | 411, 214 | 153, 395 |
| p- | 334                    | 66       | 328      |
| r- | 383                    | 383      | 412      |
| s- | 415 433, 104, 402, 327 | -        | -        |
| t- | 100, 29, 41, 319, 172  | 90       | 89, 325  |
| w- | 439                    | 439      | -        |
| i- | 210                    | -        | -        |
| z- | 377                    | 376      | 432(?)   |

Alguns signes són utilitzats com a ajuda a la lectura: marquen el començament d'una paraula, el final o identifiquen un signe com a logograma. Aquests no són obligatoris.

## Fonologia
L'escriptura representa tres vocals a, i, u; i dotze consonants, h, k, l, m, n, p, r, s, t, w, i, z. Els sil·labaris tenen l'estructura V o CV, i més rarament CVCV. *383 ra/i, *439 wa/i i *445 la/i/u mostren múltiples vocalitzacions. Alguns sil·labaris són homofònics, desambiguats amb xifres en la transliteració (com en la transliteració cuneïforme), sobretot, hi ha molts (més de sis) sil·labaris per a cada fonema /sa/ i /ta/.
Hi ha una tendència al rotacisme, substituint d intervocàlica per r. Oclusives a final de paraules i, en alguns casos, s'elideix la inicial de mot a-. Els sufixos -iya- i -uwa- poden ser sincopats en -i-, -u-.

## Morfologia
Terminacions de cas gramatical:
|              | singular      | plural |
| Nom. c.      | -             | -inzi  |
| Acc. c.      | -(a)n         | -inzi  |
| Nom./Acc. n. | -n, -         | -a(ja) |
| Gen.         | -as(i)        |        |
| Dat.         | -i(ja), -a(n) | -anza  |
| Abl.         | -ati          | -ati   |

Pronoms personals:
|      | 1. sg.   | 2. sg.    | 1. pl.   | 2. pl.               |
| Nom. | amu, EGO | tu        | anunz(a) | unzunz(a), unzuns(a) |
| Dat. | amu      | el teu    |          |                      |
| Acc. | amu      | el teu    |          |                      |
| Abl. |          | tuwati(?) |          | unzati(?)            |

Terminacions verbals:
|        | present d'indicatiu | present d'indicatiu | pretèrit indicatiu | pretèrit indicatiu |
|        | actiu               | med.-pas.           | actiu              | med.-pas.          |
| 1. sg. | wi                  |                     | -ha                |                    |
| 2.     | -si                 |                     | -ta                |                    |
| 3.     | -tu/-ri             | -ati/-ari           | -ta                |                    |
| 1. pl. |                     |                     | -han(?)            |                    |
| 2.     | -tani               |                     | -tan               |                    |
| 3.     | -nti                |                     | -nta               |                    |